# Yang Junxia
Yang Junxia (en chino: 杨俊霞; Binzhou, 2 de mayo de 1989) es una deportista china que compite en judo.
Ganó una medalla de plata en los Juegos Asiáticos de 2014 y tres medallas en el Campeonato Asiático de Judo, entre los años 2016 y 2021.

## Palmarés internacional
| Juegos Asiáticos    | Juegos Asiáticos        | Juegos Asiáticos  | Juegos Asiáticos |
| Año                 | Lugar                   | Medalla           | Categoría        |
| ------------------- | ----------------------- | ----------------- | ---------------- |
| 2014                | Incheon (Corea del Sur) | Medalla de plata  | –63 kg           |
| Campeonato Asiático |                         |                   |                  |
| Año                 | Lugar                   | Medalla           | Categoría        |
| 2016                | Taskent (Uzbekistán)    | Medalla de bronce | –63 kg           |
| 2019                | Fujairah (EAU)          | Medalla de oro    | –63 kg           |
| 2021                | Biskek (Kirguistán)     | Medalla de bronce | –63 kg           |